# Heemradenwijk
Heemradenwijk of Heemradenbuurt is een woonwijk, gelegen in het noordwesten van de stad Heerhugowaard.
De huizen, veelal koopwoningen, zijn gebouwd tegen het einde van de jaren 60, begin jaren 70.
Kenmerkend is dat er over het algemeen oudere echtparen wonen.
Vanaf 21 februari 2013 heeft de wijk een wijkpanel.